# Hylaeosaurus
Acest erbivor cu armură ocupă un loc special în istoricul științific al dinozaurilor.El a fost unul dintre cei trei„membri fondatori”ai grupei,când Richard Owen a imaginat denumirea Dinosauria,în 1841.Hylaeosaurus își primise numele însuși mai înainte,în 1833,de la Gideon Mantell,cel care a descris,de asemenea,și mai înainte,un alt membru inițial,Iguanodon. sursa:„Totul despre dinozauri”de Steve Parker